# 柿澤弘治
柿澤弘治（1933年11月26日—2009年1月27日），日本政治人物、財務官僚。位階為從三位。
曾擔任衆議院議員（7期）、参議院議員（1期）、外務大臣（第122代）、自由黨代表、自由聯合代表等職務。

## 外部連結
- 森喜朗〜小川芳樹〜柿澤弘治の系図

| 議會席位        | 議會席位                         | 議會席位        |
| --------------- | -------------------------------- | --------------- |
| 前任： 相澤英之 | 衆議院外務委員長 1990年 - 1991年 | 繼任： 牧野隆守 |
| 政党职务        |                                  |                 |
| 前任： （創設） | 自由黨黨首 1994年                | 繼任： （解散） |
| 前任： （創設） | 自由連合代表 初代：1994年        | 繼任： 石井紘基 |
| 官衔            |                                  |                 |
| 前任： 羽田孜   | 外務大臣 第122代：1994年         | 繼任： 河野洋平 |